# Varaždinske Toplice
Varaždinske Toplice (in tedesco Töplitz o Bad Warasdin, in ungherese Varasdfürdő, in latino Aquae Iassae) è una città della Croazia, nella regione di Varaždin.